# Tondo (Fabidji)
Tondo (auch Tondi, Tondo Daney) ist ein Dorf in der Landgemeinde Fabidji in Niger.

## Geographie
Das Dorf befindet sich rund 18 Kilometer nordwestlich des Hauptorts Fabidji der gleichnamigen Landgemeinde, die zum Departement Boboye in der Region Dosso gehört. Zu weiteren Siedlungen in der Umgebung von Tondo zählen Tondifou und Kobédey im Nordwesten, Kofo im Norden, Margou Ganda im Nordosten sowie Gobéri Goubey im Osten.
Tondo ist Teil der Übergangszone zwischen Sahel und Sudan. Die durchschnittliche jährliche Niederschlagsmenge beträgt hier zwischen 500 und 600 mm.

## Geschichte

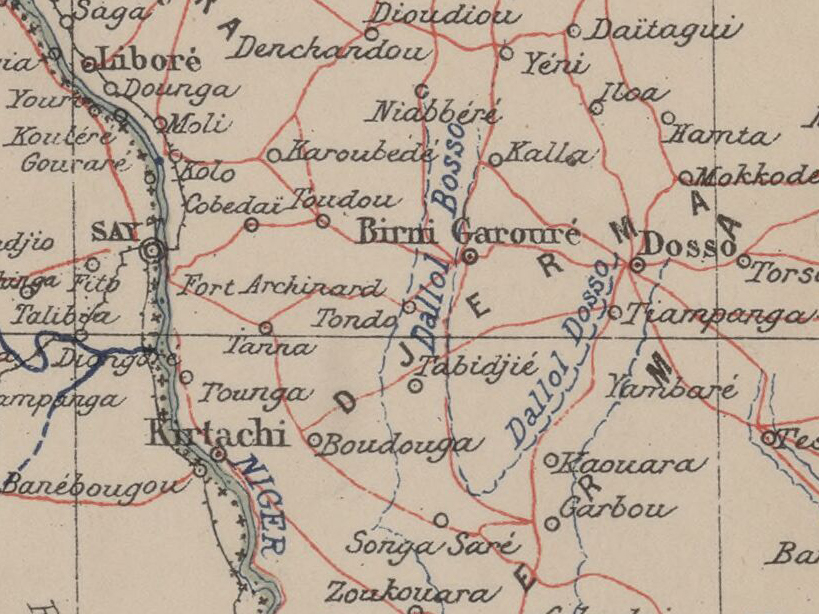
Ausschnitt einer Karte von 1903 mit Tondo im Zentrum

Der französische Offizier Parfait-Louis Monteil machte bei seiner großen Westafrika-Reise Ende August 1891 in Tondo Station. Der Ortsvorsteher empfing ihn freundlich und stellte ihm für die nächste Etappe seinen Bruder als Reiseführer zur Verfügung. Die Hilfsorganisation World Vision Inc. errichtete in Tondo einen Brunnen mit Handpumpe, der im Oktober 2016 fertiggestellt wurde und mit dem damals 178 Personen aus der lokalen Bevölkerung Zugang zu Wasser erhielten.

## Bevölkerung
Bei der Volkszählung 2012 hatte Tondo 2160 Einwohner, die in 248 Haushalten lebten. Bei der Volkszählung 2001 betrug die Einwohnerzahl 1365 in 179 Haushalten und bei der Volkszählung 1988 belief sich die Einwohnerzahl auf 1241 in 181 Haushalten.

## Wirtschaft und Infrastruktur
Im Dorf wird ein Wochenmarkt abgehalten. Der Markttag ist Donnerstag. Es gibt eine Schule. Beim Centre de Formation aux Métiers de Tondo (CFM Tondo) handelt es sich um ein Berufsausbildungszentrum.